# حكم قراقوش (فلم)
فيلم بطولة سراج منير حيث نزل به إلى ميدان الإنتاج، وكان هدفه أن يكون منتجًا مثاليًا يرقى بصناعة السينما. فقد اختار قصة وطنية تصور حقبة من تاريخ مصر وتعالج الفساد والرشوة التي عاشت فيها البلاد، فكان فيلم «حكم قراقوش» عام 1953، والذي تكلف إنتاجه أربعين ألفاً من الجنيهات،[بحاجة لمصدر] بينما إيراداته لم تتجاوز العشرة آلاف،[بحاجة لمصدر] مما اضطر سراج منير من أن يرهن الفيلا التي بناها لتكون عش الزوجية مع زوجته الفنانة ميمي شكيب (التي عاش معها حياة زوجية استمرت 17 عامًا) وقد كانت هذه الخسارة أو الصدمة عنيفة أصابته بالذبحة الصدرية وهو في تمام عافيته.[بحاجة لمصدر]

## روابط خارجية
- مقالات تستعمل روابط فنية بلا صلة مع ويكي بيانات